# Horaire d'ouverture

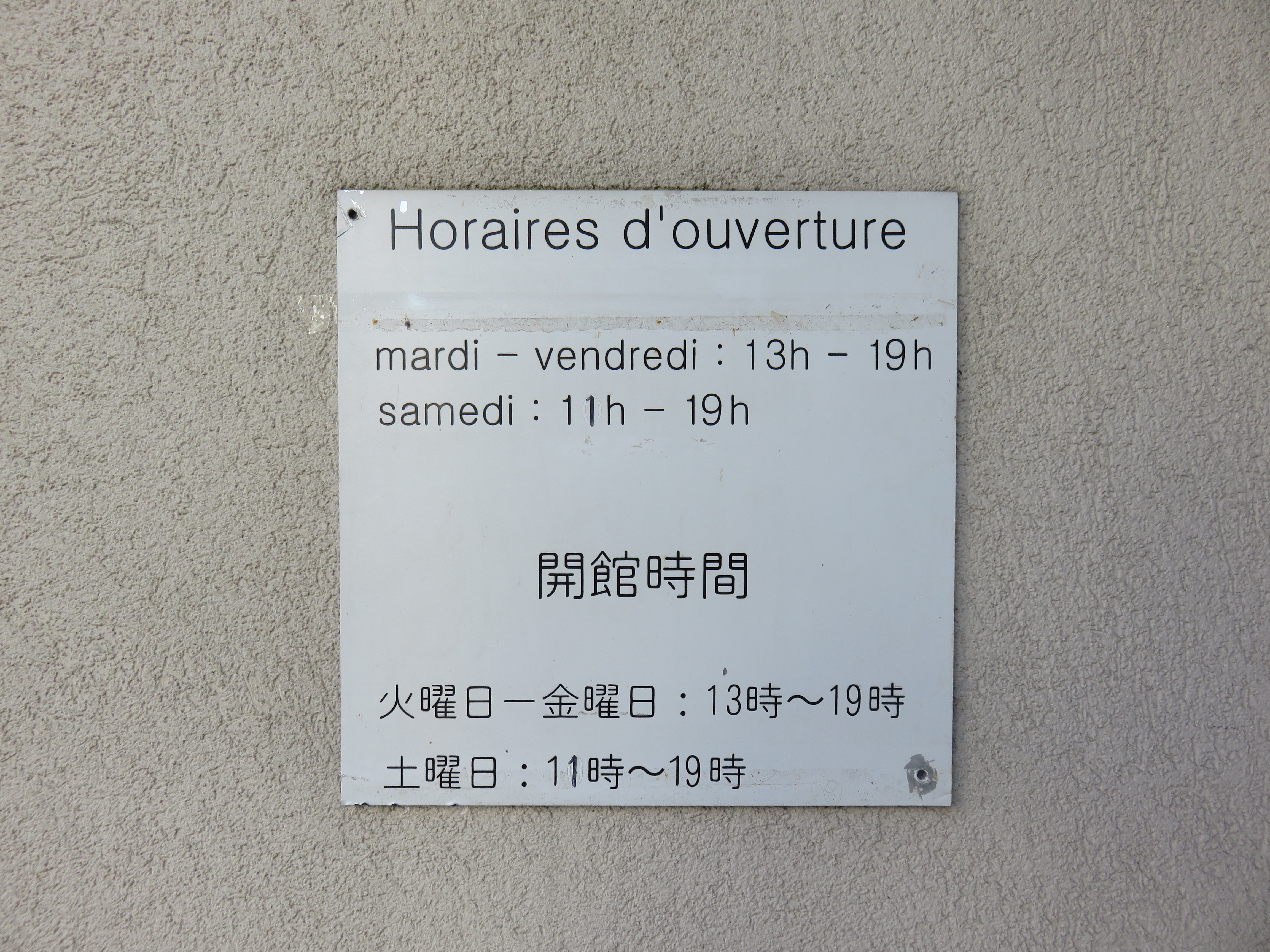
Horaires d'ouverture bilingue d'un centre culturel franco-japonais

Les horaires d'ouverture d'un établissement sont les jours et les plages horaires auxquels il est ouvert au public. Les horaires d'ouverture s'appliquent aussi bien aux commerces qu'aux lieux où un service est fourni, qu'ils soient publics (administrations) ou privés.
Les horaires d'ouverture varient d'un pays à l'autre et d'un établissement à l'autre.
Ils peuvent être fixés par les autorités, notamment pour garantir les droits des employés en termes de temps de travail, par exemple pour la pause de midi ou pour le travail dominical ; ou encore, en particulier dans le cas des établissements nocturnes, afin de limiter les nuisances (sonores, trouble à l'ordre public), par égard pour les riverains.
Certains lieux sont ouverts en permanence.
Les horaires d'ouverture sont en principe affichés sur la vitrine ou à l'entrée, et sont aussi parfois mentionnés sur les divers supports de promotion ou d'information. Il existe également des sites web proposant des bases de données d'horaires d'ouverture.
Il est courant que les horaires d'ouverture d'un établissement s'adapte aux évènements et à la saisonnalité. Par exemple, certains centres commerciaux ouvrent leurs portes exceptionnellement les dimanches de fêtes de fin d'année. Il arrive également que les horaires soient modifiés pour couvrir des évènements spécifiques et ponctuels comme le lancement d'un nouveau produit très prisé ou le début des soldes.
Les horaires d'ouverture sont aussi modifiés en fonction de la saison, certains magasins ouvrent plus tard l'été dans les stations balnéaires car la clientèle est plus nombreuse et plus tardive.